# Бабац, Луис
Луис Марлон Бабац (нем. Louis Marlon Babatz; род. 14 января 2006, Висбаден) — немецкий футболист, вратарь клуба «Майнц 05».

## Клубная карьера
Бабац — воспитанник клуба «Майнц 05».

## Международная карьера
В 2023 году в составе юношеской сборной Германии Бабац выиграл юношеский чемпионат мира в Индонезии. На турнире он был запасным и на поле не вышел.

## Достижения
Международные
 Германия (до 17)
- Победитель юношеского чемпионата мира — 2023